# Lillian Langseth-Christensen
Lillian Langseth-Christensen geb. Gaertner (* 5. Juni 1905 in New York City, Vereinigte Staaten; † 1995 in Lunz am See) war eine österreichische Designerin und Sachbuchautorin.

## Leben und Werk
Lillian Langseth-Christensens Vater war ein ehemaliger k.u.k. Kavallerieoffizier, der 1904 nach New York City gefahren war, um dort seine künftige, aus Österreich stammende Frau zu treffen, und für immer dort blieb. 1906 wurde ihr Bruder Edward in New York geboren. Die Familie lebte in günstigen finanziellen Verhältnissen und konnte sich leisten, die ehemalige Heimat (außer 1916–1918) jedes Jahr zu besuchen.
1914 lernte Lillian bei einem längeren Wien-Aufenthalt Gustav Klimt kennen; eine Zeichnung, die ihre Mutter damals von Klimt kaufte, erhielt sie Jahre später geschenkt. Im Zuge dieser Reise fuhren die Eltern mit Lillian auch nach Karlsbad, Böhmen, wo beide Großmütter des Kindes wohnten. In New York nahmen die Eltern intensiv am kulturellen Leben teil. Auf Grund ihrer kulturellen Interessen gelangte Lillian als Kind an die Zeitschrift Deutsche Kunst und Dekoration, für die unter anderen der Architekt und Designer Josef Hoffmann fotografierte.
1922 reiste die 14-Jährige, in Papieren um vier Jahre älter Gemachte in Begleitung ihrer Mutter nach Wien, um von Josef Hoffmann in seine Klasse (Hoffmann-Schule) an der Kunstgewerbeschule am Stubenring, heute Universität für angewandte Kunst Wien, aufgenommen zu werden, was ihr auch gelang. Unterstützt wurden Lillians Studienpläne damals vom in New York arbeitenden Wiener Opernbühnenbildner Joseph Urban, den sie später als ihren Ur-Wiener Mentor bezeichnete. Ihr Quartiergeber wurde Wilhelm Gericke, der mit seiner Familie unweit des Wiener Stadtparks im 3. Bezirk, Beatrixgasse 30, wohnte. In dieser Zeit wurde sie von Lilly Steiner porträtiert.
Lillian Langseth-Christensen hatte Hoffmann aus einschlägiger Literatur kennengelernt und war von seiner Arbeit fasziniert, auch wenn er, wie sie schrieb, fast wortlos mit seinen Studenten kommunizierte. Langseth-Christensen war nun bis 1925 Studentin bei Hoffmann und seinem Assistenten Oswald Haerdtl; ihre Studienkollegin Carmela Prati (de Vittorelli; Bozen 1901–1989 Wien) heiratete Haerdtl 1927. Nach den Sommerferien 1925 kehrte Lillian wegen des plötzlichen Todes ihres  Bruders Edward (er starb in Paris an Typhus) nicht mehr an die Kunstgewerbeschule zurück.
Lillian Langseth-Christensen begann, nachdem sie einige Jahre als Innenraumdesignerin in New York gearbeitet hatte, regelmäßig für die Zeitschrift Gourmet zu schreiben und veröffentlichte in den folgenden Jahrzehnten über 30 Kochbücher. Sie reiste dazu bis in den Fernen Osten.
Über ihre Zeit in Wien publizierte sie 1987 das Buch A Design For Living. Vienna in the Twenties (Viking, New York 1987, ISBN 0-670-80089-9), in dem sie Hoffmanns und Haerdtls Arbeitsweise beschrieb. Sie machte unter anderem auf die wesentlichen Unterschiede zwischen dem Jugendstil und dem von ihr geschätzten Secessionsstil aufmerksam: Dieser habe traditionelle Ornamente weggelassen, – in Kontrast zu den fließenden Linien und verschlungenen Lilienmotiven, die von Jugendstil und Art Nouveau gepflegt wurden. Sie beschrieb aber auch im Detail die modischen Vorlieben der damaligen Ober- und Mittelschichtsfrauen Wiens.
Ihren Lebensabend verbrachte sie mit ihrem Ehemann Richard Langseth-Christensen, einem Maler, in Lunz am See, Niederösterreich. Ihr Todesjahr wird mit 1995 angegeben.

## Publikationen (Auswahl)
- Gourmet's Old Vienna Cookbook: A Viennese Memoir. Literary Licensing 2011 (Erstauflage 1959; das Werk war lang Bestseller). ISBN 978-1258024789
- The brunch cookbook, gemeinsam mit Carol Sturm Smith. Mit Illustrationen von Lillian Langseth-Christensen. New York, Walker 1968[18]
- The Holiday Cook. New York, Lion Press 1969; mit Illustrationen von Richard Langseth-Christensen
- The Mystic Seaport cookbook: 350 years of New England cooking. Galahad Books 1970. ISBN 978-0883652145
- Voyage gastronomique; a culinary autobiography. New York, Hawthorn Books 1973[17]
- Instant Epicure Cook Book: Gourmet Cooking in 20 Minutes. Dover Publications 1975. ISBN 978-0486231280
- A Design For Living. Vienna in the Twenties. Viking, New York 1987, ISBN 978-0670800896